# Mateusz Bogusz
Mateusz Piotr Bogusz (ur. 22 sierpnia 2001 w Rudzie Śląskiej) – polski piłkarz występujący na pozycji pomocnika w meksykańskim klubie Cruz Azul oraz w reprezentacji Polski. Wychowanek Gwiazdy Ruda Śląska, grał także w Ruchu Chorzów, Leeds United, UD Logroñés i UD Ibiza. 27 sierpnia 2024 został powołany przez selekcjonera Michała Probierza do reprezentacji Polski na mecze Ligi Narodów UEFA z reprezentacjami Szkocji i Chorwacji.

## Statystyki

### Reprezentacyjne
(aktualne na dzień 6 czerwca 2025)
| Reprezentacja | Rok     | Mecze | Bramki |
| ------------- | ------- | ----- | ------ |
| Polska        | 2024    | 2     | 0      |
| Polska        | 2025    | 3     | 0      |
| Ogólnie       | Ogólnie | 5     | 0      |

| Mecze i gole w reprezentacji | Mecze i gole w reprezentacji | Mecze i gole w reprezentacji | Mecze i gole w reprezentacji | Mecze i gole w reprezentacji | Mecze i gole w reprezentacji | Mecze i gole w reprezentacji |
| Lp.                          | Data                         | Miasto                       | Przeciwnik                   | Gol                          | Wynik                        | Rozgrywki                    |
| ---------------------------- | ---------------------------- | ---------------------------- | ---------------------------- | ---------------------------- | ---------------------------- | ---------------------------- |
| 1.                           | 08.09.2024                   | Osijek                       | Chorwacja                    |                              | 0:1                          | LN 2024/2025                 |
| 2.                           | 15.11.2024                   | Porto                        | Portugalia                   |                              | 1:5                          | LN 2024/2025                 |
| 3.                           | 21.03.2025                   | Warszawa                     | Litwa                        |                              | 1:0                          | el. MŚ 2026                  |
| 4.                           | 24.03.2025                   | Warszawa                     | Malta                        |                              | 2:0                          | el. MŚ 2026                  |
| 5.                           | 06.06.2025                   | Chorzów                      | Mołdawia                     |                              | 2:0                          | towarzyski                   |

## Sukcesy

### Leeds United
- Mistrzostwo Championship: 2019/2020